# FIFA Manager 13
FIFA Manager 13 é um jogo eletrônico de futebol lançado em outubro de 2012, desenvolvido pela Bright Future e publicado pela Electronic Arts através da marca EA Sports.